# Хроника ереванских дней
Хроника ереванских дней — художественный фильм Фрунзе Довлатяна, с Хореном Абрамяном в главной роли. Картина снята на киностудии Арменфильм в  1972 году (в прокате с 1974 года).

## Сюжет
Об архивариусе Армене Абрамяне. Неугомонный и неравнодушный к чужой беде и чужим проблемам, он всегда чувствует связь между настоящим и прошлым…

## В ролях
- Хорен Абрамян — Армен
- Джульетта Авакян — Анаит
- Армен Айвазян — Рубен
- Леонард Саркисов — Карен
- Гурген Джанибекян — Смбатян